# Provincia di Trebisonda
La provincia di Trebisonda (in turco Trabzon ili; prima del 1982 Trabzon vilâyeti) è una provincia della Turchia.
Dal 2012 il suo territorio coincide con quello del comune metropolitano di Trebisonda (Trabzon Büyükşehir Belediyesi).

## Storia
Sino al crollo dell'Impero, il territorio della provincia corrispondeva grosso modo al sangiaccato di Trebisonda, parte dell'omonimo vilâyet.

## Popolazione
| Anno | Totale  | Trend | Ord. | Tasso | Campagna - Città | Campagna - Città | Campagna - Città | Uomini - Donne | Uomini - Donne | Uomini - Donne | Uomini - Donne | Uomini - Donne |
| ---- | ------- | ----- | ---- | ----- | ---------------- | ---------------- | ---------------- | -------------- | -------------- | -------------- | -------------- | -------------- |
| 1965 | 595.782 | —     | 14°  | 1.9%  | 487.290          | 82%18%           | 108.492          | 281.583        | 47.3%          | 52.7%          | 314.199        |                |
| 1970 | 659.120 | + 11% | 14°  | 1.85% | 520.685          | 79%21%           | 138.435          | 312.736        | 47.5%          | 52.6%          | 346.384        |                |
| 1975 | 719.008 | + 9%  | 14°  | 1.78% | 547.438          | 76%24%           | 171.570          | 354.636        | 49.3%          | 50.7%          | 364.372        |                |
| 1980 | 731.045 | + 2%  | 20°  | 1.63% | 544.465          | 74%26%           | 186.580          | 349.503        | 47.8%          | 52.2%          | 381.542        |                |
| 1985 | 786.194 | + 8%  | 20°  | 1.55% | 546.641          | 70%30%           | 239.553          | 380.147        | 48.4%          | 51.6%          | 406.047        |                |
| 1990 | 795.849 | + 1%  | 23°  | 1.41% | 492.237          | 62%38%           | 303.612          | 386.642        | 48.6%          | 51.4%          | 409.207        |                |
| 2000 | 975.137 | + 23% | 19°  | 1.44% | 496.183          | 51%49%           | 478.954          | 486.957        | 49.9%          | 50.1%          | 488.180        |                |
| 2007 | 740.569 | - 24% | 26°  | 1.05% | 343.923          | 46%54%           | 396.646          | 364.103        | 49.2%          | 50.8%          | 376.466        |                |
| 2008 | 748.982 | + 1%  | 27°  | 1.05% | 358.185          | 48%52%           | 390.797          | 370.217        | 49.4%          | 50.6%          | 378.765        |                |
| 2009 | 765.127 | + 2%  | 26°  | 1.05% | 357.024          | 47%53%           | 408.103          | 378.602        | 49.5%          | 50.5%          | 386.525        |                |
| 2010 | 763.714 | ± 0%  | 27°  | 1.04% | 348.062          | 46%54%           | 415.652          | 377.059        | 49.4%          | 50.6%          | 386.655        |                |
| 2011 | 757.353 | - 1%  | 29°  | 1,01% | 335.849          | 44%56%           | 421.504          | 374.426        | 49.4%          | 50.6%          | 382.927        |                |
| 2012 | 757.898 | ± 0%  | 29°  | 1,00% | 331.016          | 44%56%           | 426.882          | 374.677        | 49.4%          | 50.6%          | 383.221        |                |
| 2013 | 758.237 | ± 0%  | 29°  | 0.99% | 0                | 0%100%           | 758.237          | 374.562        | 49.4%          | 50.6%          | 383.675        |                |

## Geografia antropica

### Suddivisioni amministrative

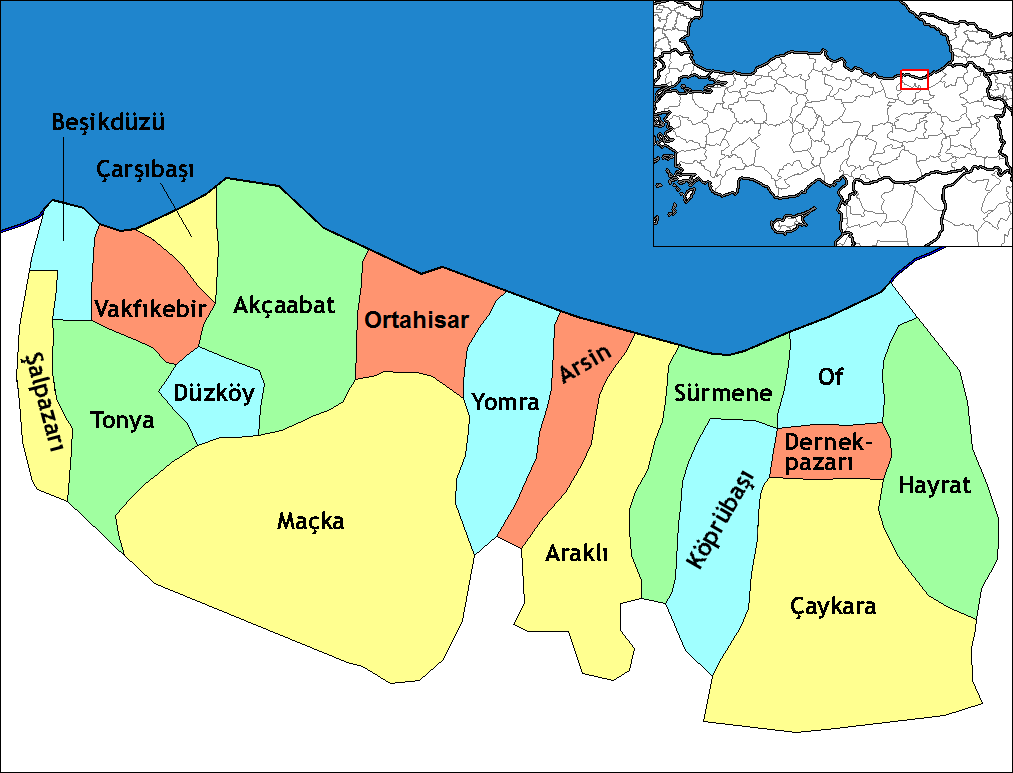
Distretti della provincia di Trebisonda

Dopo l'entrata in vigore dell'art. 89 della Costituzione Turca del 1924, che prevedeva una generale riorganizzazione amministrativa mediante devoluzione dei superstiti governatorati generali ottomani e trasformazione di tutte le livâ o sangiaccati in vilâyet, la provincia ereditò la suddivisione imperiale per ciò che riguardava i kazâ o distretti di Akçaabat, Of, Maçka, Sürmene, distretto di Ortahisar e Vakfıkebir. Nel 1948, con la Legge n°5071 del 18 giugno 1947, s'aggiunse il kazâ di Çaykara, scorporato da Of; nel 1953, con la Legge n°6068 del 3 marzo 1953, quello di Araklı, da Sürmene; nel 1954, con la Legge n°6324 del 10 marzo 1954, quello di Tonya, da Vakfıkebir; nel 1959, con la Legge n°7033 del 27 giugno 1957, quelli di Arsin e di Yomra, entrambi scorporati dal distretto centrale.
Nel 1982 fu promulgata la legge che aboliva tutte le rimanenti denominazioni d'epoca ottomana, sicché le province ed i distretti presero rispettivamente il nome di ili e ilçe. Nel 1987, per la Legge n°3392 del 4 luglio 1987, vennero istituiti i distretti di Beşikdüzü e di Şalpazarı, per entrambi scorporati da Vakfıkebir; nel 1990, per la Legge n°3644 del 20 maggio 1990, quelli di Çarşıbaşı da Vakfıkebir, di Dernekpazarı da Çaykara, di Düzköy da Akçaabat, di Hayrat da Of e di Köprübaşı da Sürmene. Infine, nel 2014, in base alla Legge n°6360 del 6 dicembre 2012, che prevede l'elevazione automatica al rango in Büyükşehir Belediye o comune metropolitano di tutti i capoluoghi di provincia con popolazione superiore ai 750 000 abitanti, è stata avviata la ridenominazione del distretto centrale in distretto di Ortahisar e la trasformazione di Trebisonda da comune in comune metropolitano.
Distretti della Provincia di Trebisonda (tra parentesi i nomi originari, laddove esistenti):
- Akçaabat (Polathane)
- Araklı
- Arsin (Arseni Zîr)
- Beşikdüzü
- Çarşıbaşı (İskefiye)
- Çaykara (Kadahor)
- Dernekpazarı (Kondu)
- Düzköy (Haçka)
- Hayrat
- Köprübaşı (Göneşara)
- Maçka (Maçuka)
- Of
- Ortahisar
- Şalpazarı
- Sürmene
- Tonya
- Vakfıkebir (Fol)
- Yomra

La provincia comprende 77 comuni e 482 villaggi.

## Governatori
Storico dei governatori della provincia di Trebisonda:
- Cemal Bey (1924)
- Sait Kiymaz Bey (1924-1928)
- Hilmi Bey (1928-1929)
- Ali Galip Pekel (1929-1931)
- Rifat Danisman (1931-1937)
- Yahya Sezai Uzay (1937-1938)
- Refik Koraltan (1938-1939)
- Osman Sabri Adal (1939-1940)
- Naci Kiciman (1941 -1942)
- Salim Özdemir Günday (1942-1948)
- Necmettin Ergin (1948-1950)
- Memduh Payzin (1950-1951)
- Kâmuran Çuhruk (1951-1953)
- Adil Cigeroglu (1953-1955)
- Muhlis Babaoglu (1955-1957)
- Ismail Hakki Baykal (1957-1960)
- Hayrettin Nakipoglu (1960)
- Fethi Tansuk (1960-1961)
- Kâmuran Çuhruk (1961)
- Vefa Poyraz (1961-1964)
- Burhanettin Özkul (1964-1966)
- Fahrettin Akkutlu (1966-1967)
- Celal Kayacan (1967-1968)
- Kemalettin Gazezoglu (1968-1970)
- Ömer Lütfi Hancioglu (1970-1971)
- Ziya Kasnakoglu (1972-1974)
- Ziya Çoker (1974-1978)
- Münir Raif Güney (1978-1979)
- Ali Riza Yaradanakul (1979-1981)
- Agâh Büyüksagis (1981-1984)
- Yilmaz Ergun (1984-1986)
- Enver Hizlan (1986-1991)
- Kemal Esensoy (1991-1993)
- Alaaddin Yüksel (1993-1996)
- Ismet Gürbüz Civelek (1996-1999)
- Adil Yazar (1999-2003)
- Aslan Yildirim (2003-2004)
- Hüseyin Yavuzdemir (2004-2007)
- Nuri Okutan (2007-2009)
- Recep Kizilcik (2009-2013)
- Abdil Celil Öz (2013-...)